# Хардангер-фьорд
Харда́нгер-фьорд (норв. Hardangerfjorden) — фьорд в юго-западной Норвегии, третий по длине в мире и второй в стране. Фьорд окружён скалистыми горами высотой до 1,5 км, с которых ниспадает множество водопадов, в частности водопад Вёрингсфоссен высотой 145 м и Скьеггадалс (Skjeggedals). Хардангер-фьорд делится на множество более мелких фьордов, в том числе Квиннхерадс, Гранвин, Сёр, Эйд и Оса.
Хардангер-фьорд вдаётся в берег Скандинавского полуострова на 113 км (по данным БСЭ размеры 172 на 7 км). Начинается к югу от Бергена, у острова Стур в Северном море и тянется до плато Хардангер. Максимальная глубина 891 м, у входа — 253 м. Приливы полусуточные, величиной около 1 м.

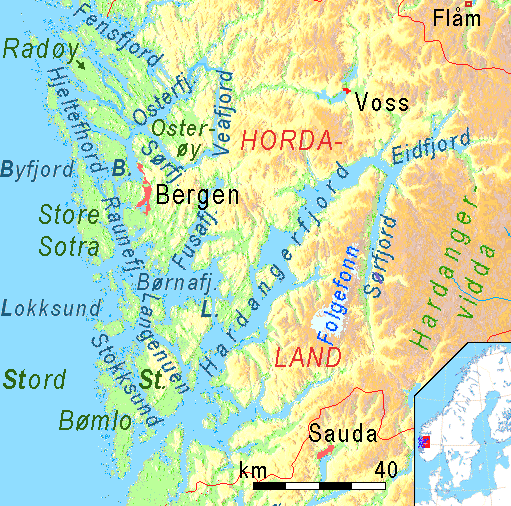
Карта Хардангер-фьорда

## Экономика и достопримечательности
Фьорд омывает берега 13 муниципалитетов района Хардангер фюльке Хордаланн: Бёмло, Эйдфьорд, Этне, Гранвин, Йондал, Квам, Квиннхерад, Одда, Сунд, Свейо, Тиснес, Улленсванг и Улвик. Вдоль побережья фьорда построены рыбоводческие хозяйства, электрохимические и электрометаллургические заводы, верфи, мебелестроительные и другие фабрики. Во фьорде ведётся разведение лосося и радужной форели.
Хардангер-фьорд является популярной туристической достопримечательностью, на его берегах расположено множество гостиниц. Фьорд известен прибрежными фруктовыми садами, которые цветут весной. От Сёр-фьорда открывается красивый вид на ледник Фолгефонна (третий по величине ледник в стране, площадь 220 км², высота до 1674 м), который в 2005 году был объявлен национальным парком. Рядом с устьем фьорда в Розендале в 1660-65 гг. барон Людвиг Розенкранц построил Русендальский (вариант: Розендальский) замок, известный ныне как «самый маленький замок Скандинавии».
На дне фьорда лежит потопленный 20 апреля 1940 германским кораблём миноносец типа «Трюгг» «KNM Stegg».

## Картины, изображающие Хардангер-фьорд

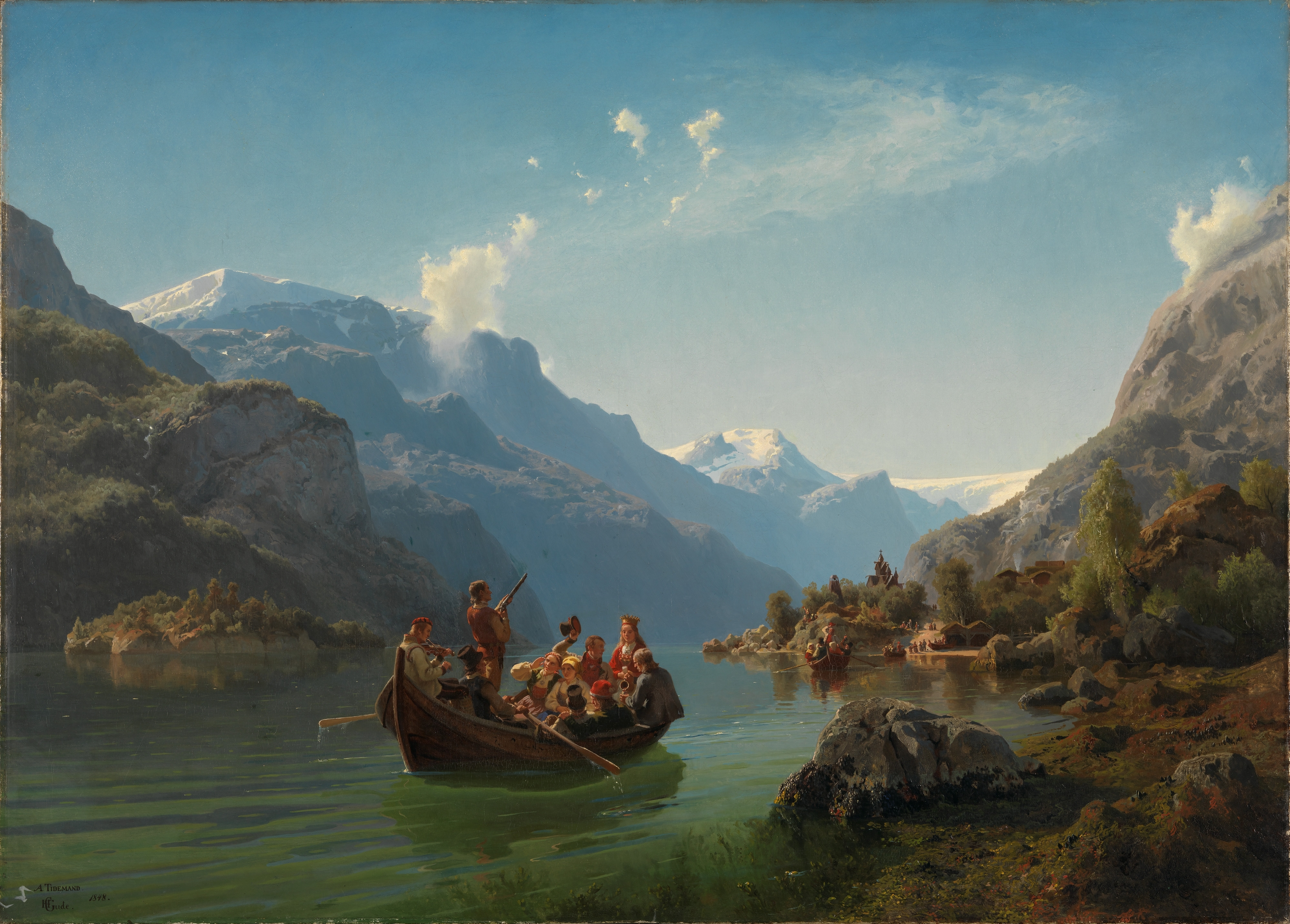
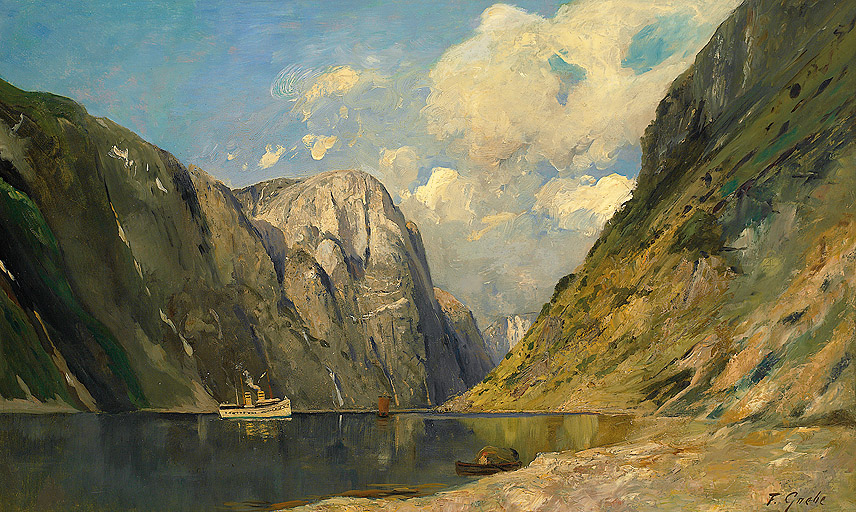